# Coco Bolo
Coco Bolo is een attractie in het Nederlandse attractiepark Toverland. Coco Bolo is een toren-attractie, is gemaakt door Heege Freizeittechnik, en werd geopend in 2013 in het themagebied de Magische Vallei.

## Trivia
In 2020 zaten twee bezoekers een uur lang vast in de attractie. Ze moesten met een hoogtewerker bevrijd worden.
In juli 2019 kon de attractie niet geopend worden door de extreme hitte van 39 a 40 graden.

Lijst van attracties in Attractiepark Toverland · Afbeeldingen